# Eugene Cruz-Uribe
Pour les articles homonymes, voir Cruz et Uribe.
Eugene Cruz-Uribe, né le 22 décembre 1952 à Green Bay et mort le 12 mars 2018 à Indianapolis, est un égyptologue américain. 
Il s'est particulièrement concentré sur les étapes ultérieures de l'histoire de l'Égypte antique, telles que la période tardive et l' ère gréco-romaine et étudia les textes démotiques. 

## Biographie
Il obtient son baccalauréat et son doctorat, tous deux en égyptologie, du département des langues et civilisations du Proche-Orient de l'université de Chicago.
Partenaire entre autres de Janet Johnson à l'université de l'Est de l'Indiana (en), il a également été égyptologue du projet pour les expositions des vestiges archéologiques provenant de la tombe de Toutânkhamon à Seattle et à New York.
Professeur adjoint d'égyptologie à l'université Brown de 1983 à 1988, il est ensuite de 1989 à 1998 doyen adjoint du Collège des sciences sociales et comportementales de l'université du Nord de l'Arizona.
Rédacteur du Journal of the Society for the Study of Egyptian Antiquities de Toronto de 1998 à 2007, il devient rédacteur en chef du Journal of the American Research Center in Egypt en juillet 2008.
Professeur émérite au département d'histoire de l'université du Nord de l'Arizona à partir de 2007, il est de 2011 à 2013 professeur d'histoire mondiale et de civilisations mondiales à l'université d'État de Californie.
Il meurt brutalement le 12 mars 2018 des suites de blessures subies après un accident de vélo.

## Publications
- 2008 : Hibis Temple Project, volume 3 : Graffiti from the Temple Precinct, San Antonio: Van Siclen Books.
- 2009 : Seth, God of Power and Might, in Journal of the American Research Center in Egypt no 45, p. 201–226.
- 2010 : Social Structure and Daily Life: Graeco-Roman in A. Lloyd, ed., A Companion to Ancient Egypt, Blackwells Companions to the Ancient World, Oxford, p. 491–506.
- 2010 : The Death of Demotic Redux: Pilgrimage, Nubia and the Preservation of Egyptian Culture, in H. Knuf, et al., eds., Honi Soit Qui Mal Y Pense, Fs Thissen, Leuven, p. 499–506.
- 2012 : avec H. F. Jitse, Syene I: The Figural and Textual Graffiti from the Temple of Isis at Aswan in Beiträge zur Ägyptischen Bauforschung und Altertumskunde, vol. 18, Mayence, Philipp von Zabern.
- 2013 : Computers and Journal Publishing, in S. Polis et J. Winand, eds., Texts, Languages & Information Technology in Egyptology, Liège, p. 169–174.
- 2016 : The Demotic Graffiti from the Temple of Isis on Philae Island, Atlanta.